# منير باهي
منير باهي (بالفرنسية: Mounir Bahi)‏ ولد في 3 ديسمبر 1973 بالدار البيضاء وهو شاعر، وكاتب صحفي، وكوميدي مغربي، وهو أيضا أستاذ للغة العربية بالسلك الأول من التعليم الثانوي، وهو كذلك عضو في اتحاد كتاب المغرب. ولقد كتب عدة كتب شعرية.
وقد شارك في كتابة سيناريوهات عدة سلسلات عرضت خلال شهر رمضان على القنوات المغربية منذ عام 2008 منها مبارك ومسعود والذي أدى فيه لجانب كتابة السيناريو دور الدكتور، دار الورثة، ياك حنا جيران، خير وسلام وكذلك العديد من الأعمال الدرامية كمسلسل زينة الحياة، ودموع الرجال كما أنه مؤلف مسرحية باب الوزير سنة 2013.

## الإصدارات الشعرية
أصدر منير باهي ثلاثة دواوين شعرية هي :
- 1973 : مقامات وهي مجموعة شعرية مشتركة عن دار القرويين.
- 1998 : هكذا تكلمت.
- 2002 : أنا البحر يا أبي.